# Cerro de Águila
Cerro de Águila är en ort i Mexiko.   Den ligger i kommunen Santa María Peñoles och delstaten Oaxaca, i den sydöstra delen av landet, 300 km sydost om huvudstaden Mexico City. Cerro de Águila ligger 2 446 meter över havet och antalet invånare är 267.
Terrängen runt Cerro de Águila är lite bergig. Runt Cerro de Águila är det ganska glesbefolkat, med 29 invånare per kvadratkilometer. Närmaste större samhälle är San Miguel Peras, 8,7 km söder om Cerro de Águila. I omgivningarna runt Cerro de Águila växer i huvudsak blandskog.